# Tellina reclusa
Tellina reclusa is een tweekleppigensoort uit de familie van de Tellinidae. De wetenschappelijke naam van de soort is voor het eerst geldig gepubliceerd in 1900 door Dall.